# الشريه العليا (الملاجم)

تعديل مصدري - تعديل

الشريه العليا هي إحدى قرى عزلة ال منصور ال دغيش الملاجم بمديرية الملاجم التابعة لمحافظة البيضاء، بلغ تعداد سكانها 136 نسمة حسب تعداد اليمن لعام 2004.